# Fillingham
Fillingham är en by och civil parish i distriktet West Lindsey i Lincolnshire i England. Enligt folkräkningen 2001 hade byn en befolkning på 170 personer. Byn ligger 9 miles norr om staden Lincoln, längs med motorvägen A15. I byn finns en medeltida kyrka. I närheten finns också sjön Fillingham Lake.